# Атанас Атанасов (политик, р. 1990 г.)
Вижте пояснителната страница за други личности с името Атанас Атанасов.
Атанас Атанасов е български политик, министър на културата в правителството на Кирил Петков .

## Образование
Атанасов е роден през 3 април 1990 г. в Хасково. След като завършва гимназия, получава бакалавърска степен по „Театрално изкуство“ в колежа „Уитман“ в САЩ, където е приет на пълна стипендия и се дипломира в топ 3% на своя випуск.

## Министър на културата
На парламентарните избори през ноември 2021 г. е избран за депутат от листата на „Продължаваме промяната“.
На 13 декември 2021 г. е избран за министър на културата в правителството на Кирил Петков.